# Ulurua
Ulurua is een monotypisch geslacht van schimmels behorend tot de familie Pezizaceae. Het bevat alleen Ulurua nonparaphysata.